# Пьюрекс-процесс
Пьюрекс-процесс, пурекс-проце́сс (от англ. Plutonium-Uranium Recovery by Extraction, PUREX, «регенерация урана и плутония посредством экстракции»; в отечественной литературе обычно водно-экстракционная или экстракционно-сорбционная технология на основе трибутилфосфата) — технологический процесс переработки отработавшего ядерного топлива.

## История
Пьюрекс-процесс был открыт химиками Хербертом Андерсоном и Ларнедом Брауном Аспри в Металлургической лаборатории Чикагского университета в рамках Манхэттенского проекта. Их начальником в это время был Гленн Сиборг; заявка на патент «Процесс извлечения плутония посредством растворителя» (англ. Solvent Extraction Process for Plutonium) была подана в 1947 году, трибутилфосфат там упоминается как основной реагент, который выполняет основную часть химической реакции.
Исследуя способы выделения урана методом экстракции с 1950 г., советский химик С.М. Карпачёва совместно со своим германским коллегой Максом Фольмером предложила использовать трибутилфосфат (ТБФ) для экстракции урана и плутония без добавок минеральных солей, из-за которых увеличивался объем отходов, а потом и применять синтин в качестве разбавителя. В 1955 году С. М. Карпачева с коллегами подготовили заявку на патент разработанной схемы применения ТБФ с синтином. Работы Карпачёвой положили начало внедрению ТБФ в советскую атомную промышленность.

## Растворение в азотной кислоте
После растворения ТВЭЛов в азотной кислоте исходный раствор, в зависимости от глубины выгорания топлива, содержит 250—300 г/л U, до 3 г/л Pu и до 100 мг/л Np. Исходный раствор фильтруют и направляют на стадию подготовки к экстракции.

## Экстракция

### Подготовка
На этой стадии из раствора отдувают молекулярный йод (I2), а Pu переводят, в основном, в состояние Pu+4 для обеспечения нормального разделения элементов в процессе экстракции.

### Первый экстракционный цикл
В течение первой экстракции (30 % раствор ТБФ в керосине) в органическую фазу извлекаются U, Pu, Np, актиниды Am, Cm и ряд осколочных элементов (РЗЭ, Ru, Zr, Nb и др.). Для повышения коэффициента очистки урана и плутония от примесей органическую фазу промывают растворами азотной кислоты и нитрата аммония: при этом U и Pu остаются в органической фазе, а значительная часть осколочных элементов переходит в рафинат.

### Реэкстракция
В процессе реэкстракции происходит разделение U и Pu. Аппарат для разделения состоит из двух зон: зоны разделения и зоны отмывания плутония от захваченного урана. В качестве восстановителя при реэкстракции используют соли железа(II) или урана(IV); в качестве перспективного восстановителя также были предложены гидразин, N,N-диэтилгидроксиламин и  N,N-диметилгидроксиламин. Полученный реэкстракт Pu+3 содержит значительное количество урана. Отмывка реэкстракта проводится во второй зоне аппарата потоком свежего экстрагента (расход его составляет до 20 % от общего объёма органической фазы). В результате остаточная концентрация U в плутониевом реэкстракте обычно не превышает 10-20 мг/л.

### Второй экстракционный цикл
Задачей второго (а в некоторых схемах и третьего) цикла экстракции является дальнейшая очистка U от продуктов деления и от остаточного плутония (до 10 мг Pu на 1 кг U). Режим второго цикла экстракции — промывки — реэкстракции плутония аналогичен режиму первого цикла. В ходе реэкстракции U дополнительно очищается от осколочных элементов, Np, и следов плутония. В зависимости от конкретной схемы переработки возможна реэкстракция сначала урана, а потом осколочных элементов, и наоборот. Раствор нитрата уранила после второго цикла экстракции, содержащий 80 г/л урана, направляют на упаривание и денитрацию с целью последующего получения диоксида урана.

### Аффинаж
После отделения плутония от основной массы урана в первом цикле экстракции, дальнейшая очистка его осуществляется на стадии аффинажа. В результате аффинажной очистки плутония получают его концентрированный раствор (до 100 г/л), из которого в дальнейшем получают чистый диоксид плутония.

## Общие сведения
Нептуний при данных схемах переработки концентрируется в двух потоках (с ураном и плутонием) и в дальнейшем отделяется на стадии аффинажа.
| Операции | Ru+Rh | Zr+Nb   | РЗЭ   | Cs     | Коэфф. очистки по суммарной γ-активности |
| -------- | ----- | ------- | ----- | ------ | ---------------------------------------- |
| U        | 9⋅107 | 6,5⋅106 | 2⋅108 | 5⋅108  | 7,5⋅107                                  |
| Pu       | 108   | 6,2⋅106 | 10    | 5⋅1010 | 108                                      |
| Np       | -     | -       | -     | -      | 109                                      |

При глубине выгорания топлива до 30 МВт·сут/кг и сроках охлаждения 2—3 года, активность исходного водного раствора, поступающего на первый цикл экстракции, составляет 100—250 Ки/л. За один цикл экстракции органическая фаза получает дозу облучения порядка 103 Гр, при этом в ней появляется заметное количество продуктов радиолиза (до 150 мг/л дибутилфосфата и др.). Чтобы эффективность экстракционной переработки не ухудшалась, органическую фазу промывают раствором щёлочи или соды (20 % раствор Na2CO3).